# قلعه شیخ (نظرآباد)
قلعه شیخ (نظرآباد)، روستایی از توابع بخش مرکزی شهرستان نظرآباد در استان تهران ایران است.

## جمعیت
این روستا در دهستان احمدآباد قرار دارد و براساس سرشماری مرکز آمار ایران در سال ۱۳۸۵، جمعیت آن ۴۷ نفر (۱۰خانوار) بوده‌است.